# Аварис
Град Аварис, (съвр. арабско име Тел ед-Даб`а) е древна столица на династията на хиксосите в Древен Египет. Намирал се е в североизточната част на делтата на Нил, на юг от Танис. Аварис е бил столица на хиксоските царе от втория преходен период и резиденция на Рамесидите.
Градът е построен върху руини на град от Средното царство, който бил превзет от хиксосите. След превземането му те го укрепили и започнали да управляват. При това използват невиждани преди от древните египтяни нововъведения, като коне и колесници. Местността Tell el-Dab'a покрива площ от около 2 кв. км и днес е само руини, но се вижда, че е било добре развито средище на търговия. Находките намерени в храма от този период, показват стоки, произведени от всички краища на егейската цивилизация. В храма са открити фрагменти от минойски надписи, за които има предположения, че предшестват тези открити в Кносос на остров Крит. На фрагментите са изобразени юноши, яздещи на гърба на бик.
От 1975 година австрийска експедиция, ръководена от Манфред Битак, извършва разкопки на града. През 1988 г. тя открива незавършена глава на колосална статуя на азиатски чиновник на служба при египтяните. Разкопана е и голяма гробница, в която са намерени като погребален инвентар и медни мечове. Към края на Седемнадесетата династия на Египет Яхмос I, основателят на Осемнадесетата династия на Египет, превзема Аварис малко преди хиксосите да бъдат изгонени от Египет. Изглежда, че градът е бил изоставен след изгонването на хиксосите, но по всяка вероятност е бил отново завзет от Деветнадесетата династия, като по това време приема името на Рамзес II и вече се нарича Пер-Рамзес.
През 2010 година австрийски археолози уточняват границите на Аварис и построяваг радиолокационно изображение на местността, като с помощта на локатора са открити нови улици и къщи.